# The Fourflusher (film 1928)
The Fourflusher è un film muto del 1928 diretto da Wesley Ruggles. La sceneggiatura di Earle Snell si basa sul lavoro teatrale The Fourflusher di Cesar Dunn andato in scena a Broadway il 13 aprile 1925.

## Produzione
Il film fu prodotto dall'Universal Pictures.

## Distribuzione
Il copyright del film, richiesto dall'Universal, fu registrato il 4 novembre 1927 con il numero LP24629.
Distribuito dall'Universal Pictures e presentato da Carl Laemmle, il film uscì nelle sale cinematografiche USA l'8 gennaio 1928. L'European Motion Picture Company distribuì il film nel Regno Unito il 27 febbraio 1928 in una versione di 1.999,5 metri.